# Carasobarbus luteus
Carasobarbus luteus is een straalvinnige vissensoort uit de familie van de eigenlijke karpers (Cyprinidae). De wetenschappelijke naam van de soort is voor het eerst geldig gepubliceerd in 1843 door Johann Jakob Heckel.
C. luteus werd in 1836 verzameld in de Orontes en de Tigris in Syrië tijdens een wetenschappelijke reis van de geoloog Joseph Russegger.